# Tectopulvinaria loranthi
Tectopulvinaria loranthi är en insektsart som beskrevs av Walter Wilson Froggatt 1915. Tectopulvinaria loranthi ingår i släktet Tectopulvinaria och familjen skålsköldlöss. Inga underarter finns listade i Catalogue of Life.